# Keizerin Xiao Yi Chun
Keizerin Xiao Yi Chun (Chinees: 孝儀純皇后) (Jiangsu, 23 oktober 1727 - Verboden Stad, 28 februari 1775) was een bijvrouw van de Chinese keizer Qianlong. Zij was van Han-Chinese afkomst en had de achternaam Wei (魏氏) en was de dochter van Wei Qingtai. Haar familie leefde al lange tijd onder de Mantsjoes. Zij werd geboren in het vijfde regeringsjaar van keizer Yongzheng.

## Leven
Zij was moeder van zes kinderen onder wie de toekomstige keizer Jiaqing. Zij betrad de Verboden Stad in Peking in 1745 en werd een bijvrouw van de keizer Qianlong. Tijdens haar leven in de Verboden Stad werd zij bijvrouw van de eerste rang met als titel Keizerlijke Gemalin Ling. In 1765 vergezelde zij de keizer en enige andere bijvrouwen tijdens een inspectiereis naar het zuiden van China. Na de dood van Qianlongs tweede keizerin in 1766 werd er geen andere keizerin aangesteld. Keizerlijke gemalin Ling zou echter wel het keizerlijk huishouden regelen. In 1774, een jaar voor haar dood, wees Qianlong haar oudste zoon in het geheim aan tot troonopvolger.

## Overlijden
Zij overleed echter in het 40e regeringsjaar van de keizer Qianlong. Na haar dood werd haar de titel Keizerlijke Gemalin Ling Yi (令懿皇贵妃) geschonken. Zij werd begraven in het Yuling Mausoleum waar onder andere ook Qianlongs eerste keizerin werd begraven. In 1795 werd haar zoon Yong Yan keizer en werd zij vereerd als keizerin Xiao Yi Chun. Ook werd haar Chinese achternaam veranderd naar de Mantsjoe Weigiya (魏佳氏) achternaam.

## Kinderen
- Prinses Hejing (固倫和靜公主) (1756 - 1775).
- Prins Yong Lu (永璐) (1757).
- Prinses Hege (和碩和恪公主) (1758 - 1780).
- Prins Yong Yan (永琰) (1760 - 1820), volgde zijn vader op als keizer Jiaqing.
- Zestiende zoon "geen naam" (1762).
- Prins Yong Lian (永璘) (1766 - 1820).